# Zvěroklestič

Osobní dokument zvěroklestiče, vystavený v tzv. Obydlí zvěrokleštiče v Komni

Zvěroklestič (též zvěrokleštič) je řemeslník, který klestí (kastruje, tj. zbavuje pohlavních žláz) hospodářská zvířata. Výrazy zvěroklestič/zvěrokleštič, vyklestit/vykleštit aj. pocházejí od slova klestit (ve starší češtině mělo obecnější význam než v dnešní češtině a znamenalo řezat či sekat). V Čechách se zvěroklestičům říkalo nunváři (od slova nunva, tj. vyklestěná prasnice), na Valašsku a Slovácku byli známi jako miškáři (protože zvířata zbavovali míšku – tj. šourku) či šviháci (švihání jako eufemismus pro klestění zvířat).

## Historie
Ve středověku klestění dobytka nejčastěji obstarával obecní pastýř (slouha). Zprávy o miškářích jako specializovaném řemesle pocházejí až ze 16. století, a to především z Uher, ale též z Moravy. Na východní Moravě se od 18. století zvěroklestičské řemeslo soustřeďovalo v dědinách v okolí Bojkovic a Slavičína, odkud zdejší muži odcházeli za prací a výdělkem až do Německa, Uher či Ruska. V době první světové války a rozpadu Rakouska-Uherska, kdy bylo znesnadněno cestování, započal úpadek miškářského řemesla, jeho zánik nastal však až v době druhé světové války a po nástupu komunismu. Miškáři byli organizovaní na principu cechu, mladí učedníci skládali před zkušeným miškářem zkoušku, jejíž součástí bylo vyklestění zvířete, obvykle kance. Odznakem miškáře byla kožená brašna, někdy zdobená kovovými nebo vbíjenými obrázky domácích zvířat. V ní nosil nože a další pomůcky pro svou práci. Když miškář dorazil do vesnice, upozorňoval na sebe hospodáře vyvoláváním, podobně jako jiní potulní řemeslníci, např. dráteníci. Volání mohlo znít např. takto: „Dajte miškovat, dajte miškovat, šak nebudete banovat! Héj!“ Východomoravští miškáři používali zvláštní jazyk typu argotu, který se nazýval šviháčtina a obsahoval četné maďarismy.

## Šviháčtina: příklady slovní zásoby

Zvěroklestiči – bratři Albín, Jan a Metoděj Bartošovi z Hostětína (okolo roku 1910):
výnosným zvěroklestičstvím se v obcích na Bojkovsku a Slavičínsku živila i polovina mužů z dědiny.

- Zvěroklestiči – bratři Albín, Jan a Metoděj Bartošovi z Hostětína (okolo roku 1910):
výnosným zvěroklestičstvím se v obcích na Bojkovsku a Slavičínsku živila i polovina mužů z dědiny.

krbaňa – manželka, hospodyně
- hargošit – mluvit
- vároš – město
- valit do širokého – jít do světa
- fiknout – uhynout
- švihat – klestit, kastrovat
- kvičák – prase
- ušáňa – prasnice
- rožek – tele, býček
- noháč – kůň
- vlnáč – beran
- mlsoň – kocour
- kladiva – varlata

### Zvěroklestiči na světlovském panství
V okolí Bojkovic, které příslušely ke světlovskému panství, je první zvěroklestič-miškář zaznamenán už v roce 1567 v knize Práv a kšeftů městečka Bojkovic. Od 18. století počet zvěroklestičů postupně vzrůstal, na počátku 20. století pravděpodobně se toto výnosné řemeslo dočkalo největšího rozmachu. S rozpadem Rakouska-Uherska a vznikem samostatných států začalo zvěroklestičů na Bojkovicku ubývat. K úplnému zániku zvěroklestičského řemesla dochází v roce 1951 s přijetím zákona O zdokonalení živočišné výroby, kdy byla jejich profese nahrazena veterinární službou.
Od slova miškář pochází příjmení Miškařík, velmi rozšířené v této oblasti, zejména na Luhačovicku.